# Aqua Timez Music 4 Music tour 2010
『Aqua Timez Music 4 Music tour 2010』（アクアタイムズ・ミュージック・フォー・ミュージック・ツアー）はAqua Timezの2枚目のライブDVD。2010年8月25日発売。発売元はエピックレコードジャパン。

## 概要
BESTアルバム『The BEST of Aqua Timez』を引っさげ、2010年3月10日を皮切りに全国24公演行われたホールツアー「Aqua Timez Music 4 Music tour 2010」。チケット即完となった今ツアーより、2010年5月29日にNHKホールで行われたファイナル公演の模様を完全収録。

## 収録曲
1. ALONES
2. 最後まで
3. シャボン玉Days
4. 等身大のラブソング
5. 小さな掌
6. 千の夜をこえて
7. STAY GOLD
8. いつもいっしょ
9. 向日葵
10. 絵はがきの春
11. 決意の朝に
12. 歩み
13. 星の見えない夜
14. 一瞬の塵
15. Velonica
16. 自転車
17. 虹
18. 白い森
19. 上昇気流
20. 長すぎた夜に